# Pardosa atlantica
Pardosa atlantica este o specie de păianjeni din genul Pardosa, familia Lycosidae, descrisă de Emerton, 1913. Conform Catalogue of Life specia Pardosa atlantica nu are subspecii cunoscute.